# 음악 스트리밍 서비스
음악 스트리밍 서비스(music streaming service)는 주로 음악이나 팟캐스트같은 디지털 오디오를 제공하는 온라인 스트리밍의 일종이다.

## 역사
음악의 디지털 배급은 1990년대 후반과 2000년대 초반부터 주류에 등장하기 시작했다. 초창기의 주자 MP3.com와 피플사운드는 음악가가 온라인에 MP3 확장자로 음악을 등록하고 배급할 수 있었다..

## 같이 보기
- 디지털 배급
- 주문형 비디오